# Ellen (plaats)
Ellen is een plaats in het district Commewijne in Suriname. Het draagt de naam van de voormalige plantage Ellen.
Het dorp ligt langs de rivier Commewijne en de verkeersader Commissaris Roblesweg ingeklemd tussen Mariënburg en Leliëndaal. Aan de zuidkant strekken zich de landerijen van de voormalige plantage Ellen uit.
Er wordt gesport in verenigingsverband bij de SV Ellen. In het dorp bevindt zich daarbij de Dienst Jeugdzorg van het district, een kliniek, het Verpleeghuis Evie, het Huize Siembah voor bejaarden en een mulo.